# Aristide Faccioli
Aristide Faccioli (ur. 1848 w Bolonii, zm. 1919 w Turynie) – włoski inżynier, konstruktor samochodowy i lotniczy.
W młodości odbywał praktyki w warsztatach mechanicznych, gdzie zainteresował się silnikami spalinowymi. Zdobywając doświadczenie w kolejnych miejscach pracy zaczął samodzielnie budować własne konstrukcje, a na wiele rozwiązań zdobył patenty. W 1898 roku opracował konstrukcję samochodu z dwucylindrowym silnikiem o mocy 3,5 KM. Wraz z przedsiębiorcą Giovannim Battistą Ceirano planował rozpocząć jego produkcję. Całość rozwiązania wraz z prototypami została w rok później zakupiona przez nowo utworzoną firmę Fiat i dała początek produkcji pierwszego modelu tej firmy Fiat 3 ½ CV. Aristide Faccioli został zatrudniony w Fiacie jako główny inżynier.
Od 1901 roku poświęcił się konstrukcjom lotniczym, którymi interesował się już wcześniej. Był jednym z konstruktorów pierwszego włoskiego silnika do samolotu.